# Ågesta friluftsområde

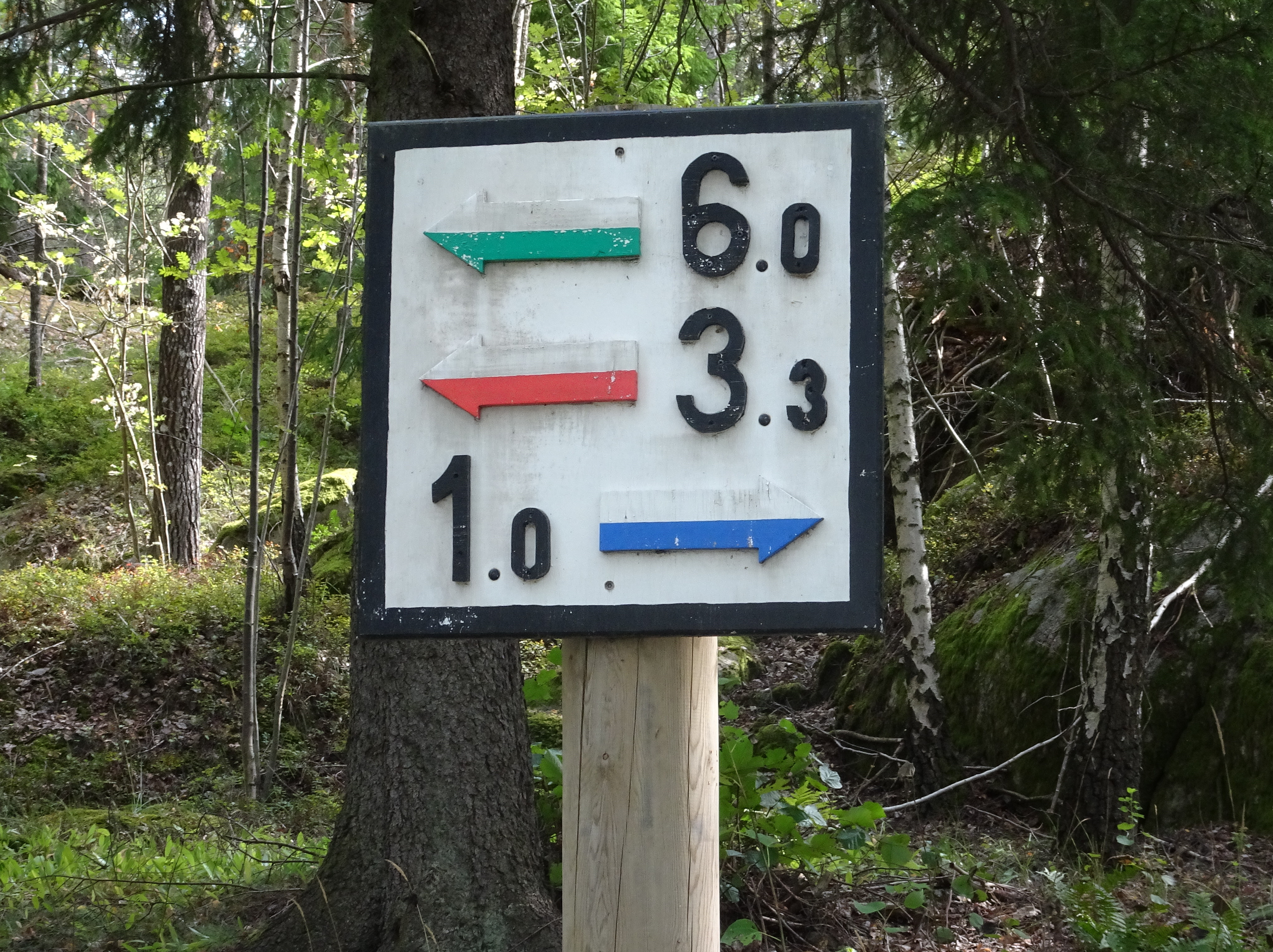
Elljusspår (1,0 km - 3,3 km - 6,0 km)

Ågesta friluftsområde är en frisksportanläggning vid sjön Magelungen i Huddinge kommun, södra Stockholm. Anläggningens motions- och vandringsspår ligger i naturområdet mellan Ågesta folkhögskola i väster och Djupån i öster och sköts av Stockholms stads idrottsförvaltning. Ågesta friluftsområde räknas till en av Stockholms största anläggningar för längdskidåkning. Här finns ett belyst konstsnöspår, frivillig avgift i konstsnöspåren under 2024.

## Historik

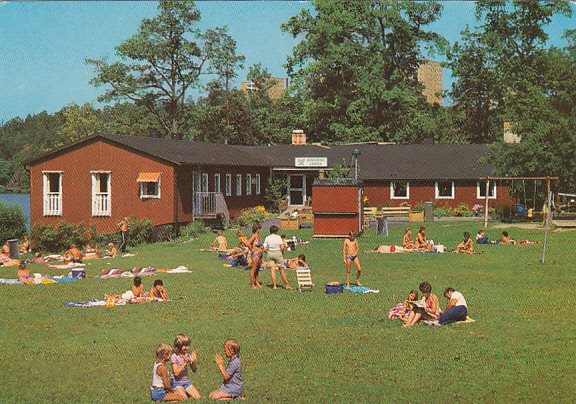
Ågestagården på 1960-talet.

Redan på 1950-talet låg här Ågestagårdens friluftsgård, ej att förväxla med närbelägna Ågesta gård. Anläggningen har byggts om och till ett flertal gånger och förvärvades år 2000 av Frälsningsarmén som här etablerade Ågesta folkhögskola. Marken hörde till torpet Nynäs som i sin tur låg under Ågesta gård. Torpet är fortfarande bevarat och fungerar som raststuga och omklädningsrum vintertid.

## Anläggningen
Inom friluftsområdet finns bland annat discgolfbana, bollplan, volleybollplan, utegym, båtbrygga, grillplatser samt flera motionsspår och vandringsleder med olika längd. Genom området passerar även en del av Huddingeleden.

## Anläggningens spår och leder
- Elljusspår (1,0 km - 3,3 km - 6,0 km)
- Promenaden (2 km)
- Skogs- och terrängspår (5 km - 10 km)
- Vandringsled (13 km)
- Konstsnöspår, belyst (2 km)

## Bilder

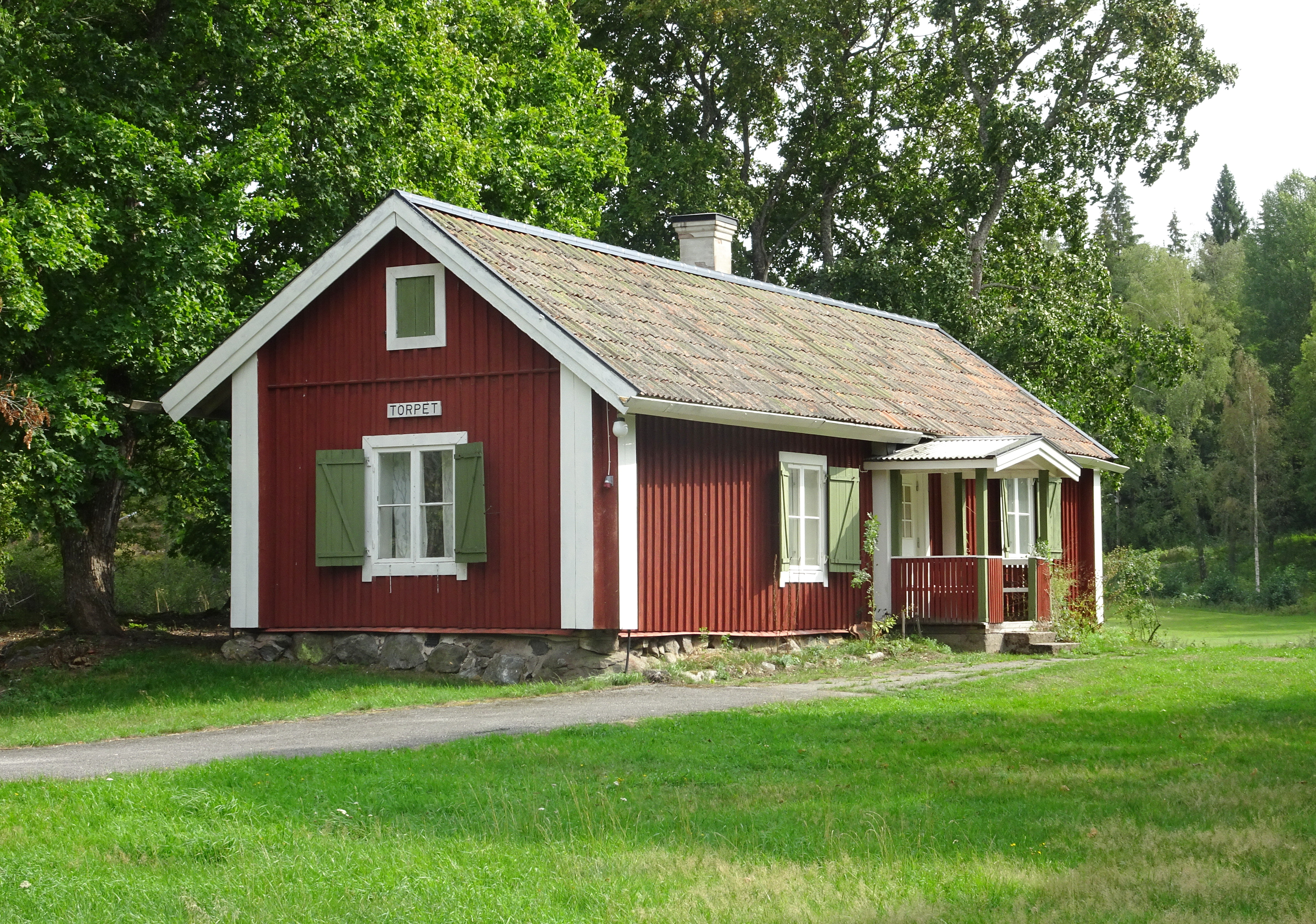
Torpet "Nynäs".
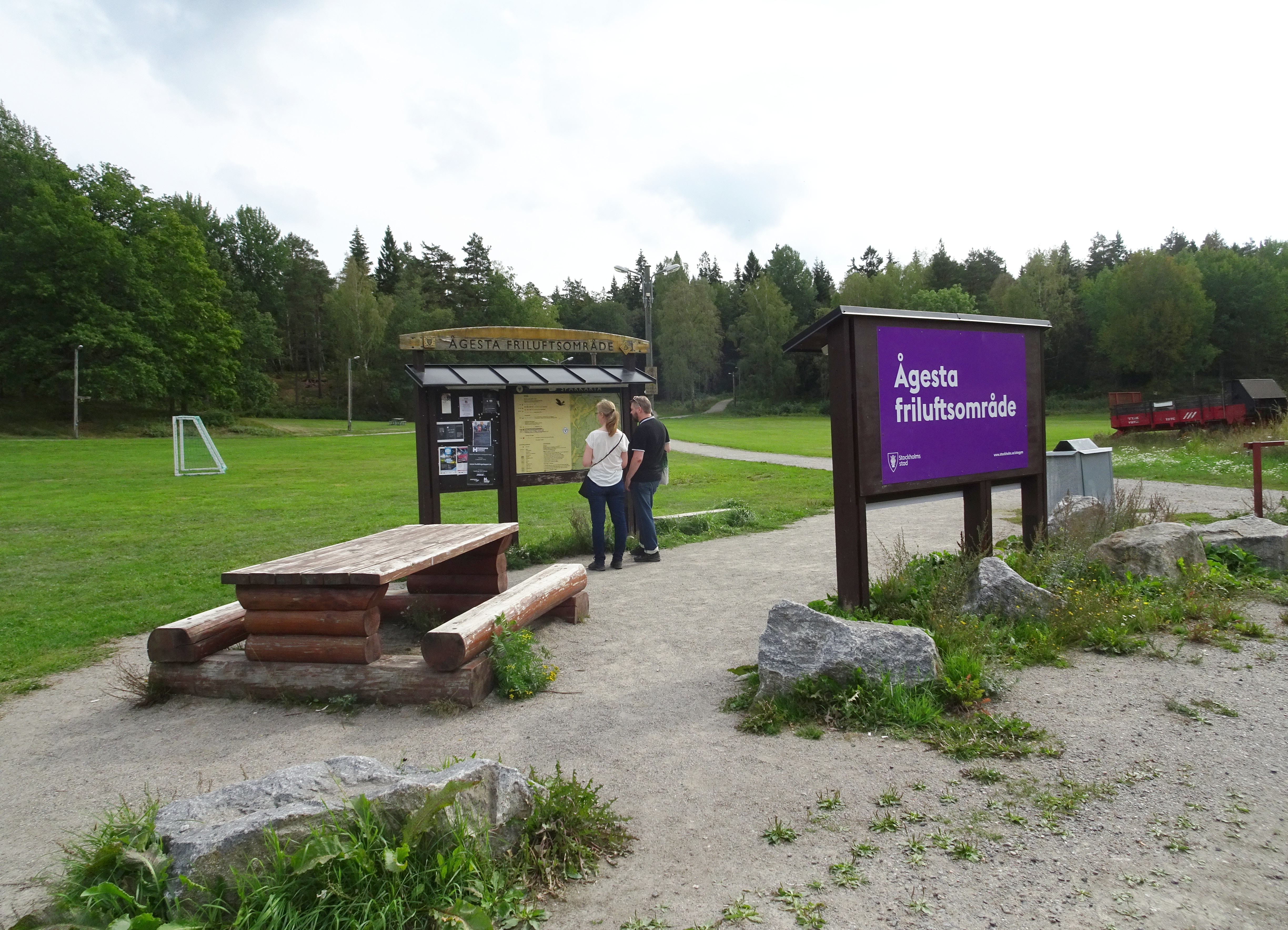
Ågesta friluftsområde, parkering.
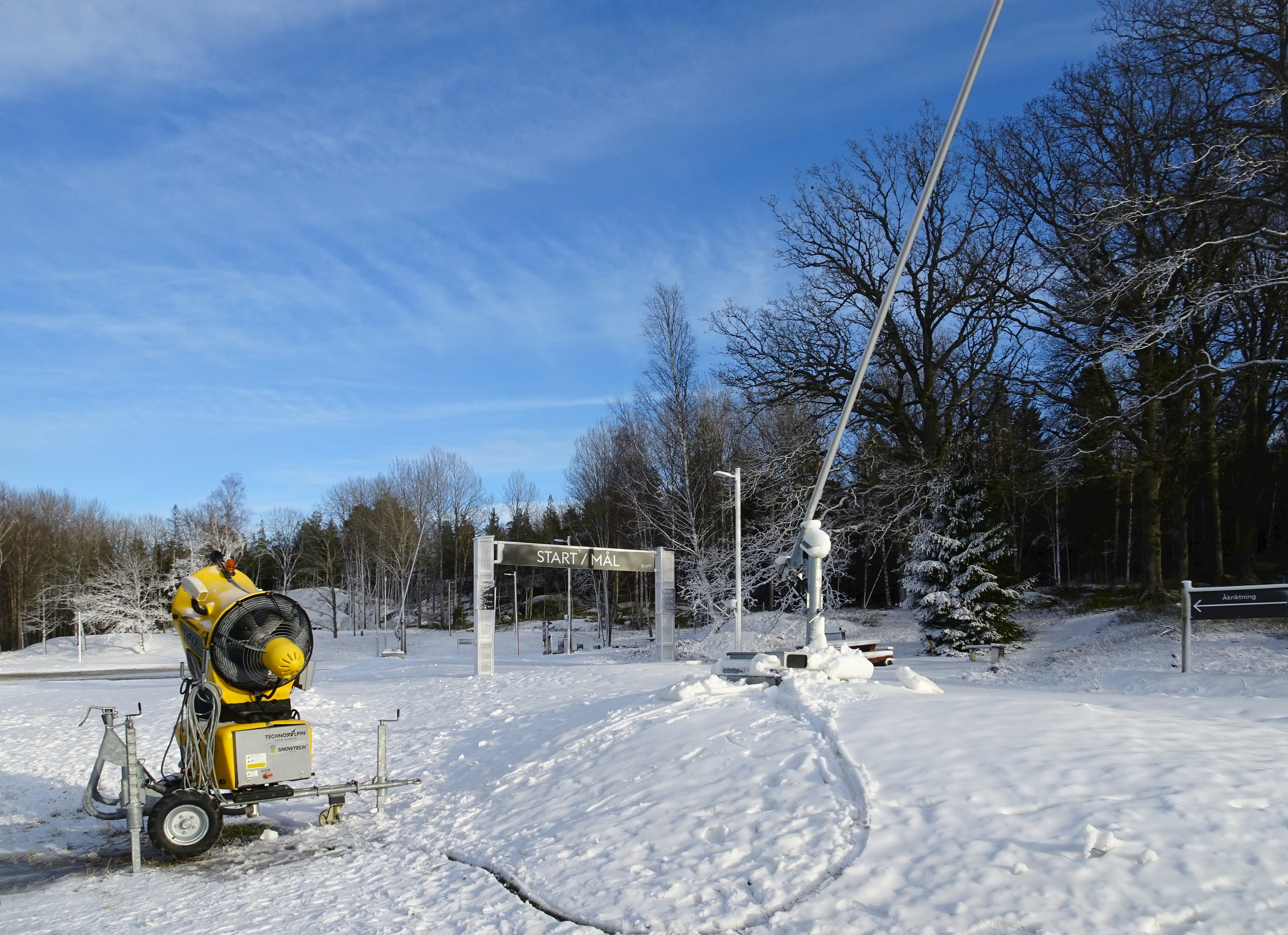
Konstsnö-spåret.
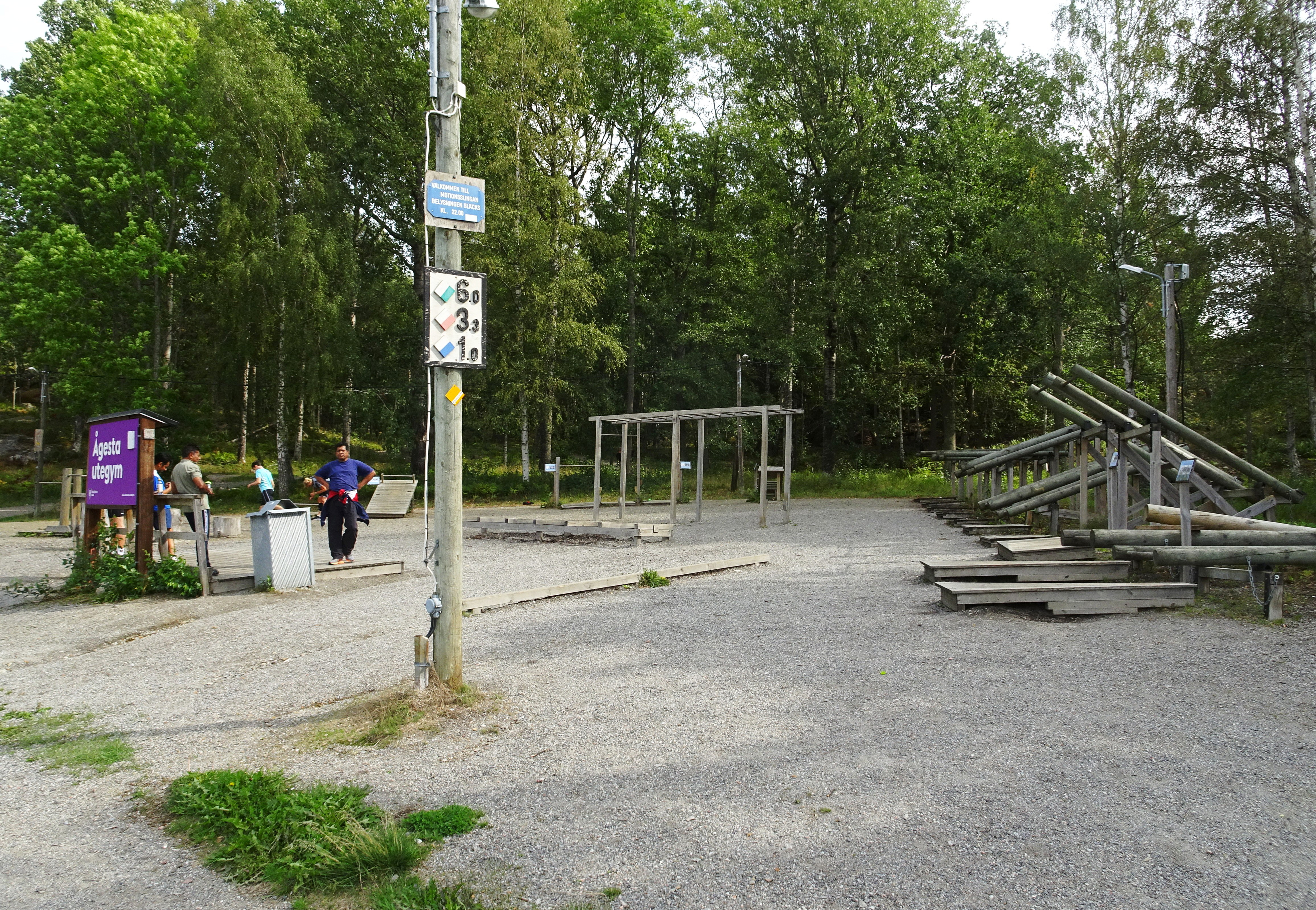
Ågesta utegym.
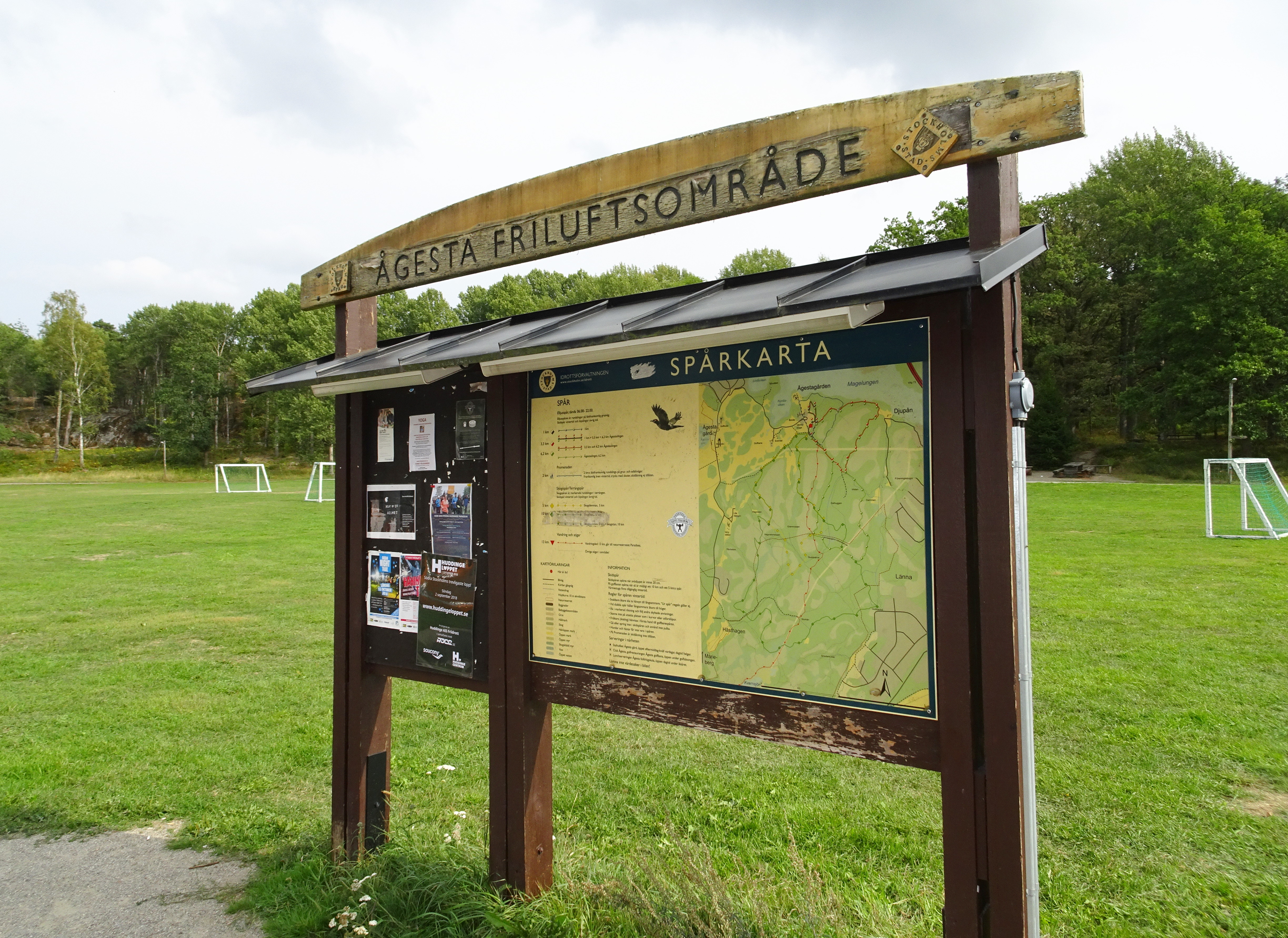
Infoskylt med karta.